# 上島町立岩城中学校
上島町立岩城中学校（かみじまちょうりつ いわぎちゅうがっこう）は、愛媛県越智郡上島町岩城に存在する公立中学校である。

## 沿革
- 1947年(昭和22年)
  - 4月1日 - 上島町立岩城中学校が開校[1]。

## 学区

### 通学区域
特別な事情がない限り、以下の小学校に在籍していた児童総員が同校に進学することとなっている。
- 上島町立岩城小学校の学区
  - 上島町岩城

### 主要施設
- 上島町役場岩城支所
- 岩城郵便局
- 岩城漁港
- 長江港
- 小漕港

### 自然景観
- 積善山
- 赤穂根島
- 津波島